# Parti pirate européen
Le Parti pirate européen est une alliance politique européenne fondé en 2014 à Bruxelles en Belgique. Il rassemble les partis pirates des différents États de l'Union européenne. 
Le 1er décembre 2018, la Tchèque Markéta Gregorová accède à la présidence. Son compatriote Mikuláš Peksa lui succède le 5 novembre 2019 lorsqu'elle devient eurodéputée, comme lui, mais fait le choix de quitter cet autre poste.
Lors des élections européennes, le parti pirate européen a présenté deux candidats à la présidence de la Commission européenne, en les personnes d'Amelia Andersdotter et Peter Sunde. 
Les députés du parti siègent actuellement dans le groupe des Verts/ALE.

## Membres

### Membres ordinaires
| Nom                                                        | Pays               | Représentation au Parlement européen | Représentation nationale |
| ---------------------------------------------------------- | ------------------ | ------------------------------------ | ------------------------ |
| Parti des pirates (Piratenpartei Deutschland)              | Allemagne          | 1 / 96                               | 0 / 709                  |
| Parti des pirates (Piratenpartei Österreich)               | Autriche           | 0 / 18                               | 0 / 183                  |
| Parti pirate                                               | Belgique           | 0 / 21                               |                          |
| Parti pirate de Catalogne (en) (Pirates de Catalunya)      | Catalogne          | 0 / 54                               | 0 / 135                  |
| Parti pirate (en) (Partido Pirata)                         | Croatie            | 0 / 12                               | 0 / 151                  |
| Parti pirate (en) (Partido Pirata)                         | Espagne            | 0 / 54                               | 0 / 350 0 / 266          |
| Parti pirate estonien (Eesti Piraadipartei)                | Estonie            | 0 / 7                                | 0 / 101                  |
| Parti pirate (Piraattipuolue)                              | Finlande           | 0 / 13                               | 0 / 200                  |
| Parti pirate                                               | France             | 0 / 74                               | 0 / 577 0 / 348          |
| Parti pirate (Κόμμα Πειρατών Ελλάδας)                      | Grèce              | 0 / 21                               | 0 / 300                  |
| Parti pirate (Píratar)                                     | Islande            | Non représenté                       | 6 / 63                   |
| Parti pirate (en) (Partito Pirata)                         | Italie             | 0 / 76                               | 0 / 630 0 / 315          |
| Parti pirate (Piratepartei Lëtzebuerg)                     | Luxembourg         | 0 / 6                                | 2 / 60                   |
| Parti pirate (Piratpartiet)                                | Norvège            | Non représenté                       | 0 / 169                  |
| Parti pirate (en) (Piratenpartij)                          | Pays-Bas           | 0 / 26                               | 0 / 150 0 / 75           |
| Parti pirate tchèque (Česká pirátská strana)               | République tchèque | 3 / 21                               | 4 / 200 3 / 81           |
| Parti pirate Roumanie (en) (Partidul Pirat România)        | Roumanie           | 0 / 32                               | 0 / 329 0 / 136          |
| Parti pirate Royaume-Uni (en) (Pirate Party UK)            | Royaume-Uni        | 0 / 20                               | 0 / 650 0 / 789          |
| Parti pirate de Slovénie (en) (Piratska stranka Slovenije) | Slovénie           | 0 / 8                                | 0 / 90                   |
| Parti pirate (Piratpartiet)                                | Suède              | 0 / 20                               | 0 / 349                  |
| Parti pirate Suisse                                        | Suisse             | Non représenté                       | 0 / 200 0 / 46           |
| Jeunes pirates d'Europe (en)                               | Europe             | Non représenté                       | Non représenté           |

### Membres observateurs
| Nom                                            | Pays                | Représentation nationale |
| ---------------------------------------------- | ------------------- | ------------------------ |
| Parti pirate (海賊党)                          | Japon               | 0 / 465 0 / 242          |
| Parti pirate de Potsdam                        | Potsdam (Allemagne) | 0 / 709                  |
| Parti pirate de Bavière (Piratenpartei Bayern) | Bavière (Allemagne) | 0 / 709                  |
| Parti pirate international                     | Monde               | Non représenté           |
| Parti hongrois du chien à deux queues          | Hongrie             |                          |

## Résultats électoraux

### Élections européennes de 2014
Élue1  /  751
- Allemagne : Julia Reda du Parti des pirates

Le Parti pirate européen obtient un total de 868 069 voix, Italie non comprise. 
| Année              | Voix      | %     | +/-  | Sièges | +/- | Rang | Groupe    |
| ------------------ | --------- | ----- | ---- | ------ | --- | ---- | --------- |
| Allemagne          | 424 510   | 1,45  | 0,55 | 1 / 96 | 1   | 8e   | Verts/ALE |
| Autrichea          | 60 451    | 2,14  | Nv.  | 0 / 18 | Nv. | 7e   |           |
| Croatie            | 3 623     | 0,39  | 0,74 | 0 / 11 | 0   |      |           |
| Espagne            | 37 999    | 0,25  | Nv.  | 0 / 54 | Nv. | 17e  |           |
| Estonie            | 6 018     | 1,83  | Nv.  | 0 / 6  | Nv. |      |           |
| Finlande           | 12 378    | 0,72  | Nv.  | 0 / 11 | Nv. | 9e   |           |
| France             | 39 338    | 0,21  | Nv.  | 0 / 74 | Nv. | 18e  |           |
| Grèceb             | 51 673    | 0,90  | Nv.  | 0 / 21 | Nv. | 14e  |           |
| Italiec            | 1 108 457 | 4,03  | Nv.  | 0 / 73 | Nv. | 7e   |           |
| Luxembourg         | 49 553    | 4,23  | Nv.  | 0 / 6  | Nv. | 7e   |           |
| Pays-Bas           | 40 216    | 0,85  | Nv.  | 0 / 26 | Nv. | 11e  |           |
| Pologned           | 16 222    | 0,23  | Nv.  | 0 / 51 | Nv. | 11e  |           |
| République tchèque | 72 514    | 4,78  | Nv.  | 0 / 21 | Nv. | 8e   |           |
| Royaume-Uni        | 8 597     | 0,05e | Nv.  | 0 / 73 | Nv. | 28e  |           |
| Slovénie           | 10 273    | 2,56  | Nv.  | 0 / 7  | Nv. | 11e  |           |
| Suède              | 82 763    | 2,23  | 4,90 | 0 / 20 | 1   | 10e  |           |

a Au sein de L'Europe autrement avec le Parti communiste d'Autriche et Le Changement (de).

b Coalition avec Verts écologistes.

c Au sein de L'autre Europe avec Tsipras.

d Au sein de Démocratie directe (en) avec le Parti libéral.

e La liste du Parti pirate a recueilli 0,49 % dans la seule circonscription où elle était présente (région Nord-Ouest).

### Élections européennes de 2019
Quatre députés européens sont élus :
- Allemagne : Patrick Breyer du Parti des pirates
- République tchèque : 
  - Markéta Gregorová du Parti pirate tchèque
  - Marcel Kolaja du Parti pirate tchèque
  - Mikuláš Peksa du Parti pirate tchèque

| Année              | Voix    | %     | +/-  | Sièges | +/- | Rang | Groupe |
| ------------------ | ------- | ----- | ---- | ------ | --- | ---- | ------ |
| Allemagne          | 243 363 | 0,65  | 0,80 | 1 / 96 | 1   | 13e  |        |
| Espagne            | 16 672  | 0,07  | 0,18 | 0 / 54 | 0   | 17e  |        |
| Finlande           | 12 058  | 0,70  | 0,02 | 0 / 14 | 0   | 10e  |        |
| France             | 30 105  | 0,13  | 0,08 | 0 / 74 | 0   | 18e  |        |
| Grècea             | 31 674  | 0,34  | 0,34 | 0 / 21 | 0   | 21e  |        |
| Italie             | 60 803  | 0,23  | -    | 0 / 73 | 0   | 15e  |        |
| Pays-Basb          | 10 724  | 0,25  | 0,65 | 0 / 26 | 0   | 15e  |        |
| République tchèque | 330 844 | 13,95 | 9,17 | 3 / 21 | 3   | 3e   |        |
| Suède              | 26 526  | 0,64  | 1,59 | 0 / 21 | 0   | 10e  |        |

a Coalition avec Unité populaire.

b Coalition avec VandeRegio.

## Compléments